# Asterio el Sofista
Asterio, conocido como el Sofista (?-c. 341), fue un filósofo y teólogo arriano. Son pocos los escritos de este autor que se han podido recuperar íntegramente. Podría haber sido alumno de Luciano de Antioquía. Se han conservado fragmentos de su Syntagmation en la obra de Atanasio y de Marcelo de Ancira.
Según Hanson, había apostatado durante la persecución de Diocleciano y por ello no fue nunca nombrado presbítero ni obispo. En los fragmentos que se han conservado de su obra, Asterio afirma que Cristo fue el primero de los seres creados por Dios Padre, y fue creado por un desbordamiento de su propio poder antes del inicio de los tiempos. Sin embargo, Dios Padre y Dios Hijo, aun siendo distintos, están siempre en perfecta armonía y entendimiento entre sí, y por eso se puede afirmar que son "uno" (Jn 10:30). También afirmó que todos los epítetos aplicados a Cristo pueden aplicarse también a la humanidad.